# Vẻ đẹp lý tưởng của nữ giới

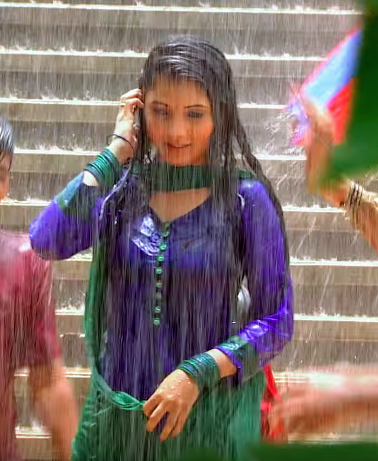
Một phụ nữ người Ấn Độ năm 2019

Vẻ đẹp lý tưởng của nữ giới là một bộ tiêu chuẩn sắc đẹp cụ thể về những đường nét ăn sâu vào phái đẹp xuyên suốt cuộc đời họ và từ những năm tháng tuổi trẻ nhằm làm tăng sức hút của bản thân mà người bên ngoài nhận thức được. Đây là một hiện tượng xuất hiện ở nhiều nữ giới trên khắp thế giới, mặc dù những nét tiêu biểu thì biến đổi theo thời gian, thời đại và vô cùng đa dạng tùy theo từng quốc gia và từng nền văn hóa.

## Hình ảnh

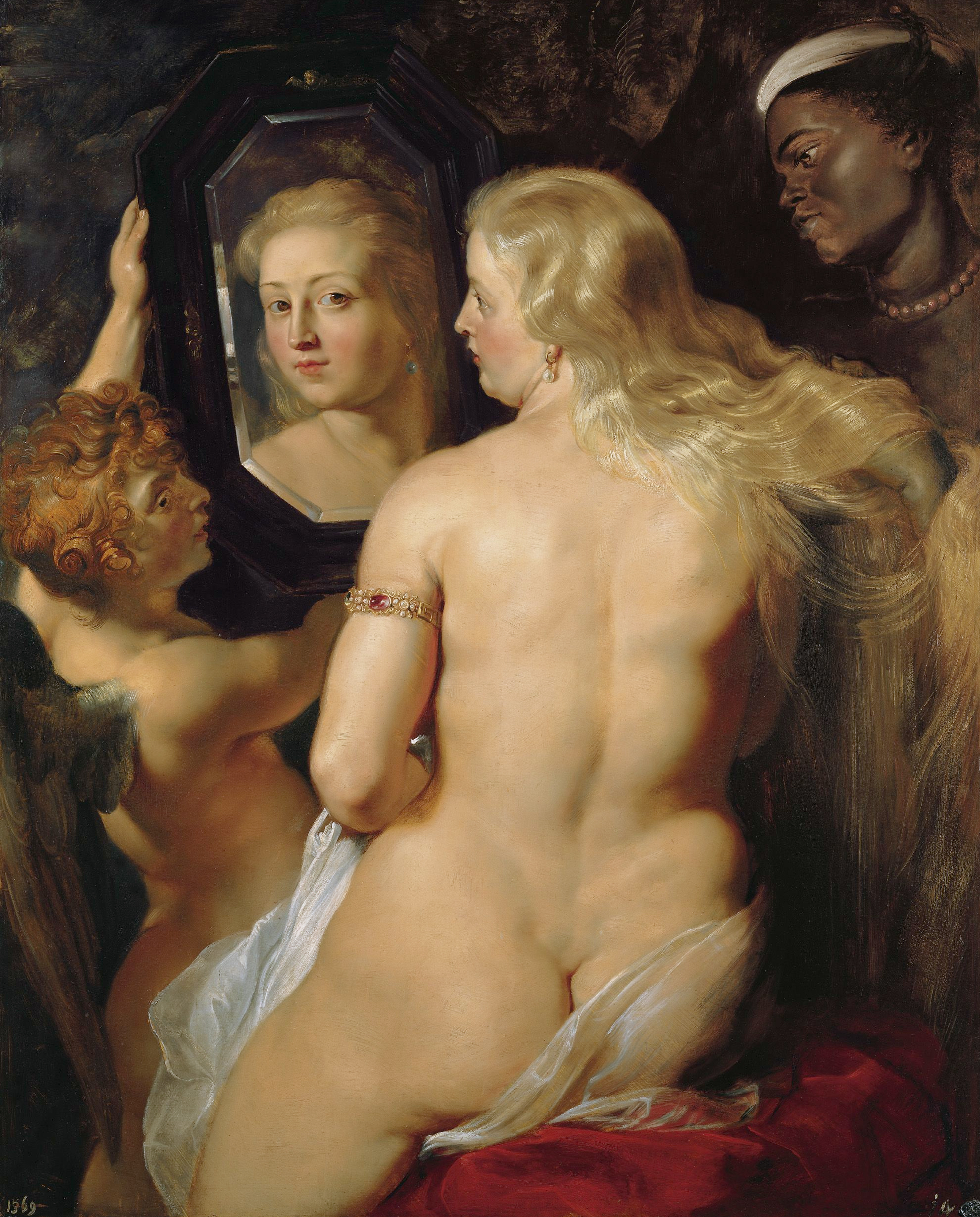
Venus at a Mirror, Peter Paul Rubens, 1615. In the 17th century, fleshier bodies were idealized.
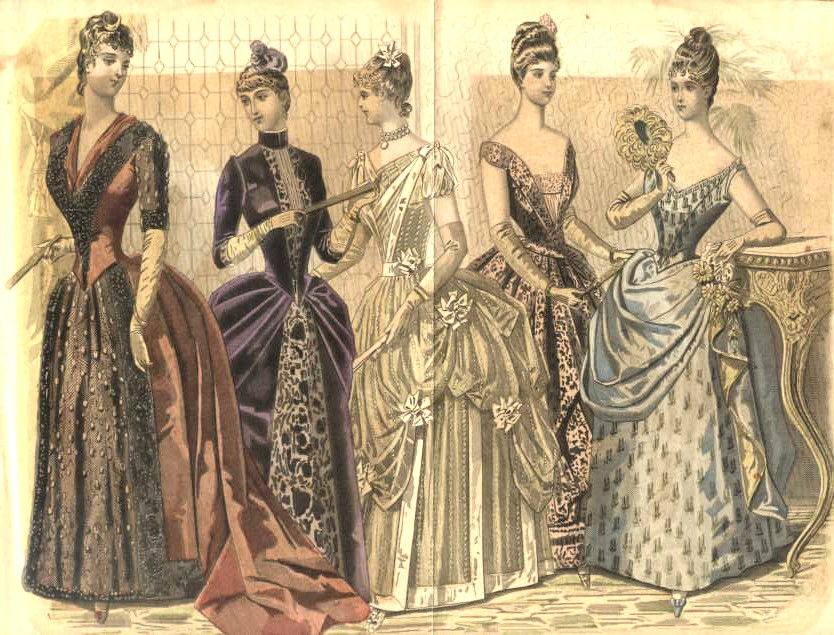
Victorian women were highly body conscious. They wore corsets to reduce their waistline, and bustles that magnified their buttocks.
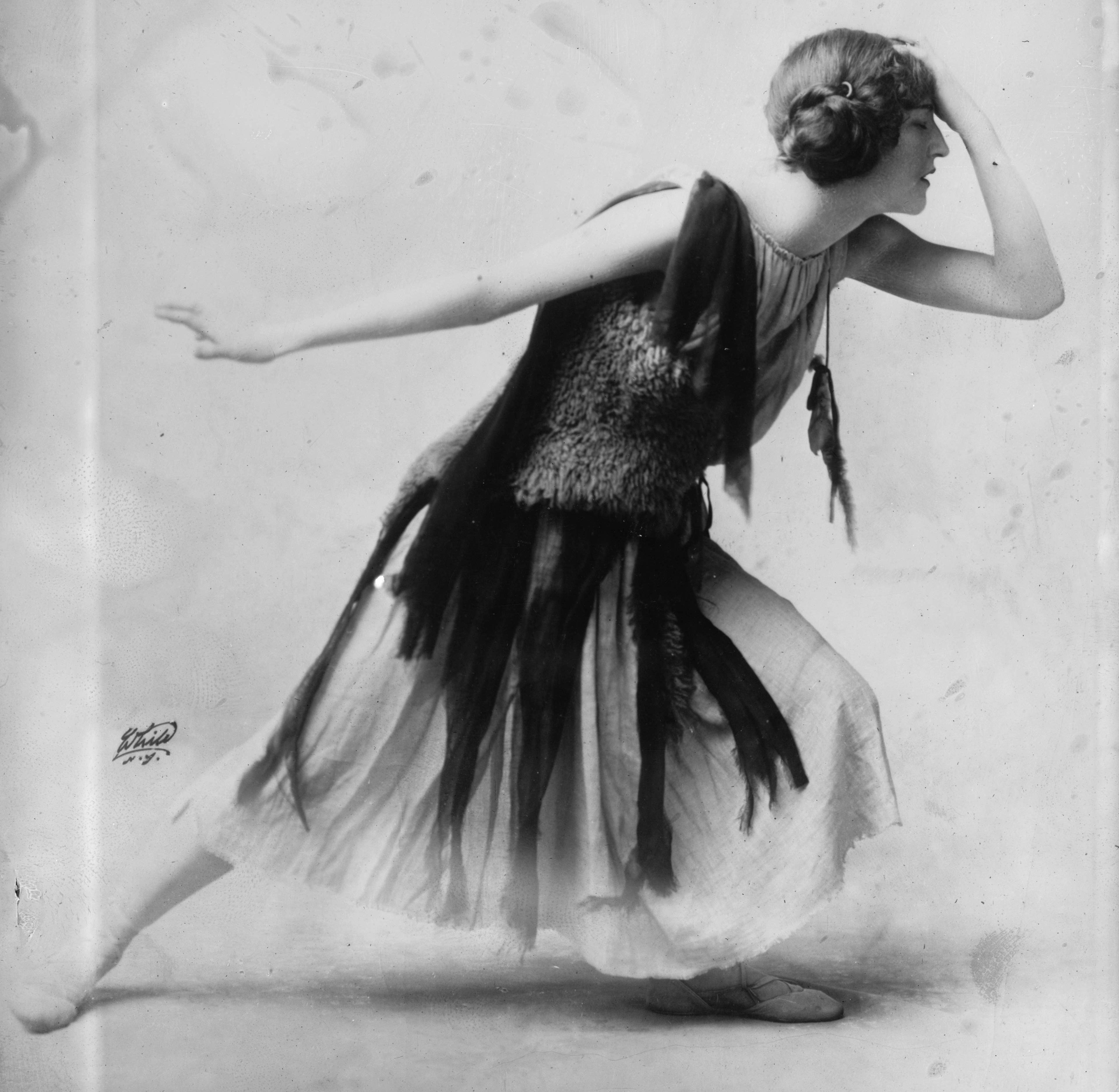
During the 1920s, women aimed to hide their curves, bobbed their hair and wore bold makeup.[2] The feminine ideal was no longer "frail and sickly" like in the Victorian era, so women danced and did sports.
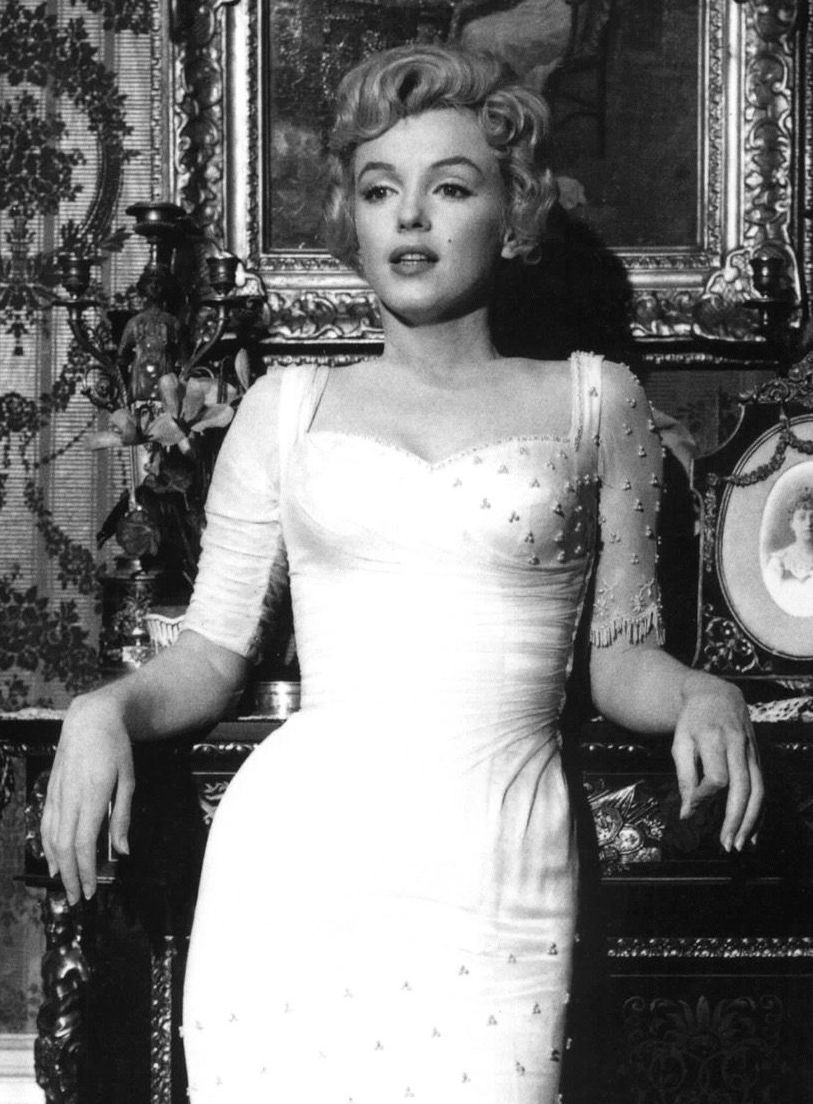
Actress Marilyn Monroe was perceived as the queen of curves in the 1950s.[3] Her image has been used to popularize the hourglass figure.
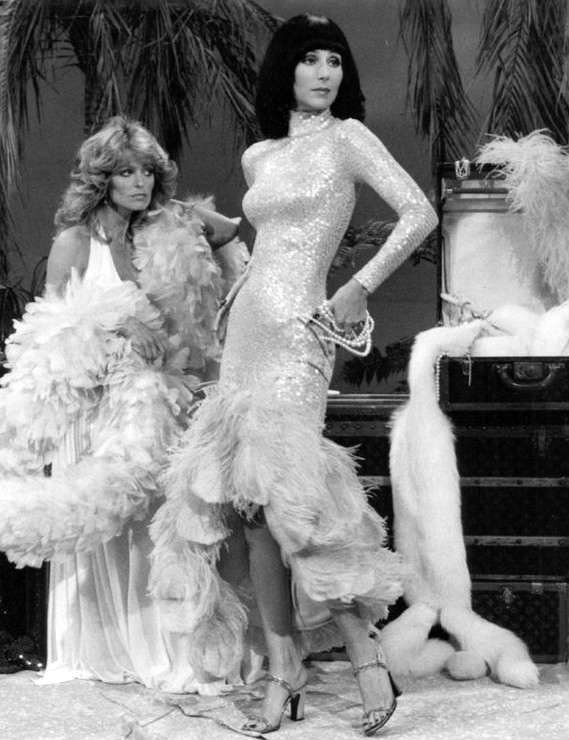
Farrah Fawcett and Cher in 1976. From the 1960s up to the 1980s, women aimed to look skinny. Tanned skin also became popular.
The 1980s beauty ideal was still thin, but toned without being too muscular; thus aerobics became popular. The decade also epitomized over-the-top fashion.[2]